# Novembre 2019
Novembre 2019 est le 11e mois de l'année 2019.

## Climat
Le mois de novembre 2019 est le deuxième mois de novembre le plus chaud jamais enregistré dans le monde après 2016, c’est le sixième mois d’affilée qui enregistre un record ou s’approche très près d’un record, dans la même année juin 2019, juillet 2019, septembre 2019 et octobre 2019 ont battu des records et sont les mois les plus chauds jamais enregistrés sur la planète, seul le mois d'août 2019 reste en 2e position des mois d'août les plus chauds sur la planète. 

## Évènements
- 1er novembre : au Mali, l'attaque du camp militaire d'Indelimane fait 50 morts.
- 2 novembre :  l'Afrique du Sud remporte la Coupe du monde de rugby à XV 2019 en battant l'Angleterre et devient championne du monde pour la troisième fois.
- 3 novembre : Lewis Hamilton remporte, lors de la 19e manche de la saison de Formule 1, son sixième titre de champion du monde, dépassant Juan Manuel Fangio au palmarès.
- 4 novembre :
  - Massacre de la famille LeBaron dans la Sierra Madre occidentale au Mexique ;
  - le nouveau gouvernement roumain, dirigé par le libéral Ludovic Orban, est investi par le Parlement.
- 6 novembre : une attaque contre un convoi de la société minière SEMAFO dans la région Est du Burkina Faso fait au moins 37 morts civils et 60 blessés. Il s'agit de l'attaque la plus meurtrière enregistrée dans le pays depuis le début des violences jihadistes en 2014.
- 7 novembre :
  - élections législatives à Maurice ;
  - un train de passager explose au Pakistan, probablement a cause d'une bonbonne de gaz apportée illégalement, la catastrophe fait environ 70 morts ;
  - des affrontements dans tout l’État de Chihuahua au Mexique entre Los Mexicles (alliés locaux du Cartel de Sinaloa), le cartel de Juárez ou un de ses alliés locaux, et les forces de l'ordre mexicaines, causent 38 morts[2].
- 8 novembre : l'ancien président brésilien Lula da Silva sort de la prison dans laquelle il est emprisonné depuis plus d'un an. Cette libération provoque des manifestations "anti-libération" de la part de l'extrême droite; notamment à Rio; et des foules de joies à Sao et dans les favelas.
- 9 novembre : commémoration des trente ans de la chute du mur de Berlin à Berlin.
- 10 novembre :
  - élections générales en Espagne ;
  - élection présidentielle en Roumanie (1er tour) ;
  - le président bolivien Evo Morales annonce sa démission après trois semaines de crise.
- 11 novembre :
  - transit de Mercure ;
  - séisme de magnitude 5,4 en Ardèche dont l'épicentre est situé dans la ville du Teil faisant 4 blessés dont un grave et provoquant de lourds dégâts matériels au Teil (voir Séisme de 2019 dans le Sud-Est de la France).
- 16 novembre :
  - élection présidentielle au Sri Lanka, Gotabaya Rajapaksa est élu ;
  - un mort dans des manifestations en Iran ;
  - intervention de l'armée pour nettoyer les rues de Hong Kong ;
  - cinq personnes ont été tuées en Bolivie lors d'affrontements contre les forces de police et l'armée[3] ;
  - 200 000 personnes manifestent à Prague contre le premier ministre populiste Andrej Babiš ;
  - plusieurs milliers de manifestants gilets jaunes en France : 28 000 officiellement, 39 530 selon les organisateurs. 147 interpellés, 129 gardes à vue[4]. Plusieurs milliers de manifestants à Marseille derrière des slogans rassembleurs[5].
- 17 novembre : élections législatives en Biélorussie.
- 18 novembre : 
  - élections législatives à Montserrat.
  - L’administration Trump annonce que les États-Unis ne considèrent plus la colonisation israélienne de la Cisjordanie comme illégale en soi par le droit international. Cette annonce a été saluée par le Premier ministre israélien Benjamin Netanyahou et condamnée par l'Union européenne, l'Autorité nationale palestinienne et le ministre jordanien des Affaires étrangères Ayman Safadi.
  - Au Mali, 30 soldats maliens sont morts et 29 sont blessés dans le combat de Tabankort.
- 20 novembre : référendum sur la création d'une région Sidama en Éthiopie, La population approuve la régionalisation a une écrasante majorité, avec plus de 98 % de votes en faveur. La gestion du référendum et de ses probables conséquences centrifuges sur le système ethno-centré de l’Éthiopie est considérée comme un test crucial pour la politique d'ouverture démocratique du Premier ministre Abiy Ahmed, en amont des élections législatives de 2020.
- 21 novembre : en Israël, le procureur général d'Israël, Avichaï Mandelblit, annonce sa décision d'inculper Benyamin Netanyahou pour corruption, fraude et abus de confiance dans le cadre de l'affaire des 4000 (octroi de faveurs au groupe de télécommunications Bezeq en échange d’une couverture à son avantage par le journal sur Internet Walla! et pour fraude et abus de confiance dans les deux affaires des 1000 (cadeaux dont il a bénéficié avec sa famille) et des 2000 (demande d'une couverture médiatique plus favorable au propriétaire du quotidien Yediot Aharonot en échange de l'organisation de la baisse de la diffusion du quotidien gratuit Israel Hayom). Benyamin Netanyaou dénonce «une tentative de coup d'État».
- 23 novembre : référendum d'autodétermination de Bougainville, en Papouasie-Nouvelle-Guinée est organisé du 23 novembre au 7 décembre 2019, Les habitants de la région autonome de Bougainville commencent à se prononcer en faveur d'une plus grande autonomie vis-à-vis de la Papouasie-Nouvelle-Guinée ou de l'indépendance. Le gouvernement de Papouasie-Nouvelle-Guinée a le dernier mot sur l'acceptation ou non de l'indépendance.
- 24 novembre :
  - élection présidentielle en Guinée-Bissau (1er tour), José Mário Vaz arrive quatrième du scrutin, et est donc éliminé dès le premier tour[6]. ;
  - élection présidentielle en Roumanie (2e tour), Klaus Iohannis est réélu ;
  - élection présidentielle en Uruguay (2e tour), Luis Alberto Lacalle Pou est élu président de la République ;
  - élections locales à Hong Kong, les manifestations ont été suspendues par les organisateurs ;
  - élections régionales en Styrie (Autriche) ;
  - référendum au Liechtenstein.
  - Un accident aérien à Goma fait 29 morts.
- 25 novembre : mort de treize militaires français dans la collision de deux hélicoptères au Mali[7].
- 26 novembre : un séisme en Albanie fait 51 morts[8].
- 27 novembre :
  - élection présidentielle et législatives en Namibie, le président sortant Hage Geingob, est réélu avec un score de 56 % des suffrages ;
  - élections municipales à Madagascar.
- 29 novembre :
  - une attaque  à l’arme blanche à Londres fait deux morts et trois blessés ;
  - une attaque au couteau à La Haye fait trois blessés.
- 30 novembre :
  - le Premier ministre irakien Adel Abdel-Mehdi présente sa démission ;
  - ouverture de la 30e édition des Jeux d'Asie du Sud-Est de 2019, jusqu'au 11 décembre aux Philippines ;
- 30 novembre - 1er décembre : l'attaque de la mairie de Villa Unión (Coahuila, Mexique) par le Cartel du Nord-est provoque 23 morts : 17 membres du cartel, 4 policiers et 2 otages.